# Kummerower See
Kummerower See är en insjö i det tyska förbundslandet Mecklenburg-Vorpommern. Sjön är den fjärde största i förbundslandet och den åttonde största i Tyskland. 

## Läge
Sjön är belägen mellan städerna Malchin, Dargun och Demmin i distriktet Mecklenburgische Seenplatte. Genom sjön går gränsen mellan landsdelarna Mecklenburg och Vorpommern. 
Ytterligare rinner floden Peene genom sjön.